# درک ویر
درک ویر (انگلیسی: Derek Ware؛ زادهٔ ۱۷ سپتامبر ۱۹۶۷) یک ورزشکار است.
از باشگاه‌هایی که در آن بازی کرده‌است می‌توان به آریزونا کاردینالز، سینسینتی بنگالز، و دالاس کاوبویز اشاره کرد.